# Vexillum speciosum
Vexillum (Pusia) speciosum, tên tiếng Anh: specious mitre, là một loài ốc biển nhỏ, là động vật thân mềm chân bụng sống ở biển trong họ Costellariidae.

## Miêu tả
Loài này có kích thước giữa 15 mm and 22 mm

## Phân bố
Chúng phân bố ở Ấn Độ Dương dọc theo Réunion, Chagos và vùng bể Mascarene